# آن (مسلسل)
آن (بالإنجليزية: Anne with an E) مسلسل مقتبس من رواية للمؤلفة الكندية لوسي مود مونتغمري الكلاسيكية لأدب الأطفال عام 1908 آن من المراعي الخضراء ، بالتعاون مع مويرا والي-بيكت ككاتبة ومنتجة. عرض في كندا على قناة شبكة سي بي سي وعرض عالمياً على نتفليكس. المسلسل مكون من 3 مواسم (27 حلقة). المسلسل عرض على قناة شبكة سي بي سي في 19 آذار 2017، وعرض على نتفليكس في 12 أيار 2017.تم تجديده للموسم الثاني في أغسطس 2017 ولموسم ثالث في أغسطس 2018. بعد وقت قصير من إصدار الموسم الثالث في عام 2019 ، أعلنت CBC و Netflix عن إلغاء المسلسل. ون بطولة أميباث ماكنولتي في دور اليتيمة آن شيرلي كاثبيرت ، جيرالدين جيمس في دور ماريلا كوثبرت ، آر إتش طومسون في دور ماثيو كوثبرت ، دليلة بيلا في دور ديانا باري ولوكاس جيد زومان في دور غيلبرت بليث.
حصل المسلسل على جائزة الشاشة الكندية لأفضل مسلسل درامي في عامي 2017 و 2018. وناقش العديد من القضايا الإجتماعية مثل التبني والتخلي عن الأطفال والصدمة النفسية والامتثال واللامساواة بين الجنسين والعنصرية وحرية التعبير والدين و المطابقة و الشذوذ الجنسي و التنمر و الصدمات النفسية . يتناول مسلسل «آن» قصة بلوغ فتاة غريبة سنّ الرّشد، تجابِهُ الصعاب والتحديات في سبيل الحبّ وتقبّل الآخر وإيجاد مكانٍ لها في العالم. وتدور أحداث المسلسل في جزيرة الأمير إدوارد في نهاية تسعينيّات القرن التاسع عشر حول آن شيرلي (أميبيث مكولتي)، الفتاة الصغيرة اليتيمة التي تعيش طفولة مُعنّفة في الملاجئ ومنازل الغرباء، تُرسَل بعدها عن طريق الخطأ للعيش مع أخت وأخ مسنَّين. ومع مرور الوقت، تُبدّل آن حياة ماريلا (جيرالدين جيمس) وماثيو كوثبريت (روبرت هولمز تومسون)، بل وحياة القرية الصغيرة بأكملها التي يعيشون فيها، وذلك بفضل روحها الفريدة وذكائها المتّقد وخيالها الخصب. وتعكس مغامرات آن القضايا الموضوعية التي يختبرها الناس في كل زمانٍ، ومنها الهويّة والأنثويّة والتنمّر والتحيّز.

## القصة

### الموسم الأول
آن شيرلي، البالغة من العمر ثلاثة عشر عامًا، يتيمة مشرقة ومبالغ فيها في الخيال. تشعر الفتاة الثرثارة بسعادة غامرة عندما تتبناها ماريلا وماثيو كوثبيرت، الأشقاء المسنون الذين يمتلكون مزرعة جرين جابلز في أفونليا. عند وصولها، تكتشف آن أنهم توقعوا أن يعمل الصبي كيد لماثيو. في حين أن ماثيو يحب الفتاة على الفور، فإن ماريلا مصممة على إعادتها، لكنها تلين بعد أن لمح ما ستكون عليه حياة آن. توافق على فترة تجريبية مدتها أسبوع. "آن" مصممة على إظهار فائدتها لعائلة كاثبيرت في المزرعة، وفي النهاية أصبحت ماريلا تحب الفتاة الصغيرة وتجد آن صديقة في ديانا باري. ومع ذلك، عندما لا تجد ماريلا بروشًا ثمينًا، تتهم آن بسرقته. تنكر آن أخذها، ولكن عندما تهدد ماريلا بطردها ما لم تعترف ، تدعي آن أنها فقدتها أثناء اللعب بها في الهواء الطلق. تعيد "ماريلا" "آن" إلى دار الأيتام، لكنها تكتشف لاحقًا أن البروش سقط بين وسائد الكرسي. ترسل ماثيو بعد آن ، لكنه وصل إلى محطة القطار بعد فوات الأوان.
موبوءة بذكريات تعرضها للتنمر والتعذيب، تصل "آن" إلى دار الأيتام. في هذه الأثناء، يحاول ماثيو اللحاق بها. تريد ماريلا، التي تشعر بالقلق والقلق في جرين جابلز، متابعتهم ، لكن صديقتها السيدة ليندي تقنعها بالبقاء. في هذه الأثناء، نامت "آن" خارج دار الأيتام وتقنع بائع الحليب بأخذها معه، قائلة إنها اكتشفت للتو عن أقارب يرغبون في تبنيها. عندما وصل ماثيو إلى دار الأيتام بحثًا عن الفتاة ، قالت المربية إن آن لم تعد. يخبر بائع الحليب ماثيو أنه قابل آن في اليوم السابق، مما دفع ماثيو لفهم مكان وجودها. يجتمعون في محطة القطار حيث تقوم آن بإلقاء القصائد من أجل التغيير. آن مترددة في العودة، ولكن عندما دعاها ماثيو ابنته، احتضنته. بالعودة إلى أفونليا، تشعر آن بالحزن عندما لا تعبر ماريلا عن فرحتها بعودتها ؛ يوم الأحد التالي، حضرت آن وماثيو وماريلا نزهة في الكنيسة وتهرب آن بعد سماع تعليقات سكان البلدة البغيضة عنها. تجدها ماريلا وتطلب المغفرة. تطلب عائلة كاثبيرت من آن أن تأخذ اسمها الأخير من خلال التوقيع على الكتاب المقدس للعائلة، وهو ما تفعله بحماس ، لتصبح رسميًا جزءًا من العائلة.
آن متحمسة لبدء المدرسة وتكوين صداقات، لكن آمالها الكبيرة تقابل بخيبة أمل عندما تتعرض للمضايقات والتخويف بسبب مظهرها وطريقتها الغريبة في التعبير عن نفسها. ماريلا أيضًا تختبر المياه الجديدة وهي تقبل دعوة للانضمام إلى مجموعة "الأمهات التقدمية". بعد مشاهدة الطالبة الأكبر سنًا بريسي أندروز في لحظة حميمة مع معلمهم السيد فيليبس ، اقترحت آن بسذاجة على زملائها في الفصل أنهم كانوا يمارسون الجنس وتروي مشاهد العنف التي شهدتها في العائلة الأخيرة التي خدمت فيها، مما تسبب في عزل زملائها في الفصل والبلدة عنها حتى أكثر. بسبب هذا لم تعد ماريلا مدعوة إلى اجتماعات "الأمهات التقدميات"، وفي طريقها إلى المدرسة، تتلقى آن تهديدات من شقيق بريسي، بيلي أندروز، ولكن يتم إنقاذها على الفور من قبل غيلبرت بليث، الذي عاد إلى المدرسة ويحاول إقامة صداقة آن. ترفض آن اهتمام غيلبرت عندما علمت أن أحد زملائها الآخرين في الفصل كان محبوبًا وتقرر تجاهله، في محاولة لقبولها من قبل أقرانها. في محاولة لجذب انتباهها، تسحب غيلبرت إحدى ضفائرها وتسميها "جزر"، مما تسبب بضربه على رأسه بقوائمها. بعد توبيخها أمام الفصل، هربت من الفصل ووصلت إلى المنزل وهي تبكي بين ذراعي ماريلا قائلة إنها لن تعود إلى المدرسة بعد الآن.
تشعر عائلة كاثبرت بالقلق من عزلة آن المتزايدة، حيث تستمر في رفض الذهاب إلى المدرسة. تطلب ماريلا النصيحة للسيدة راشيل ليندي التي تقترح إبقاء آن في المنزل، ولكن عندما تحرق آن مشتتة الانتباه فطيرة في الفرن، قررت ماريلا إعادتها إلى المدرسة. تقرر آن الكذب والتظاهر بالذهاب إلى المدرسة، بينما تقضي أيامها في الغابة تتخيل وتخترع القصص. عندما يتم الكشف لاحقًا عن أكاذيبها بشأن الذهاب إلى المدرسة، يقترح الوزير أن تتعلم آن في المنزل وأن تتعلم كيف تكون زوجة صالحة. بعد حريق في منزل جيليس، حيث ركضت آن ببطولة إلى المنزل المحترق لإغلاق الأبواب والنوافذ لحرمان النار من الأكسجين ، بقيت روبي مع كاثبرتس وتصبح صديقة لآن. بعد التحدث إلى ماريلا التي تركت الاختيار للفتاة، قررت آن في النهاية العودة إلى المدرسة، لتعيش الترحيب الحماسي الذي كانت تتمناه في البداية.
التقت آن أخيرًا بأفضل طالب في فصلها، غيلبرت بليث ، لكنها لم تحتفل لأنها يجب أن تتعامل مع حتمية الأنوثة عندما تحصل على أول دورة شهرية لها. في محاولة لمساعدة آن على الشعور بالتحسن، تقترح ماريلا دعوة آن لديانا لتناول الشاي "للكبار" ، لكن فترة ما بعد الظهر تتحول إلى كارثة عندما تخطئ آن في النبيذ الأحمر من أجل توت العليق وتقدمها لضيفها ، وينتهي كلاهما في حالة سكر. عندما تأتي والدة ديانا لاستعادة ابنتها وتجد الفتاتين في حالة سكر ، منعت ديانا من رؤية آن مرة أخرى ، معتقدة أن آن ليست مناسبة لابنتها. يشتري ماثيو آن هدية كانت تتوق إليها، فستانًا بأكمام منفوخة ويقابل جيني، صديقة المدرسة القديمة التي لم يرها منذ أن ترك المدرسة بعد وفاة أخيه الأكبر. بعد فصلهما في المدرسة، تمكنت آن وديانا من الحصول على بضع لحظات معًا خلال فترة الاستراحة وأقسما بالحب والولاء لبعضهما البعض، ووعدا أنهما لن يكون لهما صديق آخر. شعرت آن بسعادة غامرة من هدية ماثيو، بعد أن أدركت أخيرًا حلمها بامتلاك فستان بأكمام منفوخة.
عندما تمرض شقيقتها الصغرى ميني ماي من الخناق، تهرع ديانا إلى جرين جابلز للحصول على المساعدة. تمكنت آن من إنقاذ ميني ماي من خلال تجاربها السابقة في الخدمة وأذهلت الجميع، بما في ذلك عمة ديانا الزائرة جوزفين، والتي تبدي إعجابًا خاصًا بـ آن. في هذه الأثناء ، تشهد مزرعة بليث التغيير، حيث يمر جون والد غيلبرت المريض، تاركًا الصبي يدافع عن نفسه. خلال الجنازة، تتذكر ماريلا شبابها وحبها لجون بليث، بينما تهين آن غيلبرت عن غير قصد عندما تحاول تقديم المشورة حول كيف تكون يتيمة. تتحدث آن إلى العمة جوزفين، التي فقدت لتوها صديقتها غيرترود، وتقرر أن تتخذ المرأة العجوز نموذجًا يحتذى به، وتخطط لتشق طريقها في العالم. تعد آن وديانا وروبي جيليس الطعام لتعزية غيلبرت وآن تناقش جين آير مع العمة جوزفين؛ بينما تحضر الفتيات الثلاث الطعام إلى غيلبرت، ترفض آن مواجهته وتهرب وتتحدث إلى جوزفين التي تكشف أنها وجيرترود قضيا حياتهما معًا لأنهما كانا في حالة حب. تقوم ماريلا بزيارة قبر جون بليث وتعترف بأن غيلبرت قد طلب منها والده أن تترك أفونليا معه، لكنها لم تكن شجاعة بما فيه الكفاية؛ يتم تذكير غيلبرت بحب والده للمغامرة والسفر وقرر مغادرة المزرعة وافونليا. يتلقى ماثيو بعض الأخبار المقلقة عندما يكتشف أن السفينة التي تحمل نتائج محاصيله غرقت ويقرض على جرين جابلز.
تعرف ماريلا وآن على ما يفعله ماثيو ، وخلال مواجهة حية مع أخته، يعاني ماثيو من نوبة قلبية. لقد نجا، لكنه مقيد في الفراش، بينما تقوم آن وماريلا بزيارة البنك ، واكتشفت أن البنك سيسحب القرض مرة أخرى. قررت آن وماريلا جمع الأموال لإنقاذ منزلهما عن طريق بيع جميع العناصر الثمينة ووضع إعلان في الصحيفة بحثًا عن حواجز؛ أعلنت "ماريلا" بشكل قاتم أنهم سيسمحون لجيري بالرحيل لأنهم لا يستطيعون الدفع له بعد الآن. تتوجه آن وجيري إلى شارلوتستاون، حيث تتعامل آن مع سمسار رهن صعب وتخترع قصصًا مليئة بالمغامرة حول العناصر لرفع سعرها. قررت آن المساهمة في القضية من خلال بيع فستانها ذي الأكمام المنفوخة والتقت بالسيدة جيني التي تعرف عليها باسم "ماثيو آن". واجهت آن غيلبرت، الذي يعمل في الأرصفة ويحاول ركوب سفينة: يعتذرون ويعلنون هدنة؛ في هذه الأثناء، يتعرض جيري للهجوم وسرقة أمواله من قبل رجلين غامضين. يعترف ماثيو الغارق بالذنب لأخته بأنه يتمنى لو مات، تاركًا لماريلا وآن أموال تأمين على الحياة. أمضت آن وجيري الذي تعرض للضرب الليلة في منزل جوزفين باري، وبعد أن علمت بموقف عائلة كاثبيرتس، استعانت جوزفين بجيري للعمل في جرين جابلز وهدايا كتاب آن جورج إليوت الذي يحتوي على المال ، مدعيا أن "الحب ليس صدقة". يحاول ماثيو اليائس أن يودي بحياته ، لكن الآنسة جيني وماريلا أنقذته ، التي تتهمه بغضب بالرغبة في تركها هي وآن. ماثيو يعتذر ويرحب آن في الوطن. مع اقتراب عيد الميلاد، تبيع "آن" خدمتها كمنظفة لعائلات "أفونليا"، وتأخذ عائلة "كاثبرتس" اثنين من الحدود، يخرجان من أزمتهما المالية.

### الموسم الثاني
ثير حدود آل كاثبيرت الإثارة بسؤال: هل يمكن أن يكون هناك ذهب في افونليا؟ يقدم نايت المساعدة لسكان افونليا في اختبار تربتهم بحثًا عن الذهب مقابل 150 دولارًا لكل عقار. في مكان آخر ، يصنع غيلبرت صديقًا جديدًا في البحر. وتقوم آن وماريلا وماثيو برحلة إلى الشاطئ.الباخرة تهبط في ترينيداد ، وتضع باش وجهاً لوجه مع والدته وماضيه. يقف آل باري وراء اندفاع الذهب، لكن ماثيو وماريلا قررا عدم إنفاق 150 دولارًا لاختبار أرضهم بحثًا عن الذهب.
تذهب آن مع عائلة باري إلى شارلوت تاون. هناك، تقوم هي وديانا بالتحقيق في ادعاءات الذهب في افونليا، وأخبرها أحد الصحفيين أن عملية احتيال مثل هذه حدثت في جزء آخر من كندا قبل بضع سنوات، ومن المحتمل أيضًا أن تكون مزاعم الذهب في افونليا مزيفة. تحاول "آن" تحذير عائلة باري من هذا الأمر، ولكن يتم رفضها بشدة. السيد باري يعطي كل الأموال لنيت، الذي يخطط الآن للمغادرة مع دنلوب. آن تحذر ماريلا من نيت والسيد دنلوب، لكن الرجال سمعوها وربطوا بينهما. هربوا وأبلغوا ماثيو بما حدث، وركب مع جيرانه في محاولة للقبض عليهم. تم القبض على السيد دنلوب، لكن نيت يهرب بكل المال.
تتظاهر بأنها ماثيو، تكتب آن رسائل إلى جيني لمحاولة إحياء الرومانسية. اكتشف ماثيو أخيرًا وأخبر آن كيف أصيب بما فعلته، وهو ما يدمرها. يلتقي ماثيو بجيني في المدينة ويخبرها عن حيلة آن، لكنه يريد قضاء سنواته المتبقية في تربية آن. يتم تدريب ديانا وميني ماي من قبل والدتهما على كيف يصبحن سيدات ، مما يسبب توترًا هائلاً في أسرتهما. تحتاج المرأة الحامل إلى مساعدة "غيلبرت" لتلد طفلها. تطرح لعبة تدوير الزجاجة أسئلة ملحة حول الحب والجمال. تترابط آن وكول بسبب خلافاتهما بينما يعود غيلبرت إلى أفونليا، مصطحبًا باش.
تواجه آن العالم بشعر قصير جدًا، بعد أن أفسدته محاولًا صبغه باللون الأسود. تستعد المدينة للتمثيل الإيمائي السنوي لعيد الميلاد، وتندفع آن بشكل غير متوقع إلى أحد الأدوار الرئيسية في اللحظة الأخيرة. ينضم غيلبرت وباش إلى كاثبرتس في عشاء عيد الميلاد. بيلي الغيور يتسبب في سقوط كول، الذي ينتهي بكسر معصمه. ترافق كول الفتيات إلى العمة جوزفين في حفل فخم مليء بالمفاجآت. بالعودة إلى المنزل، بدأت ماريلا تعاني من صداع منهك، وتخشى أن تكون عبئًا على آن كما كانت والدتها الراحلة عليها.
ترى ماريلا طبيبة عيون، وتُمنح نظارات قراءة جديدة. يواجه باش العنصرية في أفونليا ، ويلتقي بامرأة في "ذا بوغ"، وهو مكان قريب حيث يبدو أن جميع السود في المنطقة يعيشون فيه. تشتري ماريلا عددًا من الموروثات العائلية التي تراها معروضة في متجر رهونات محلي. بعد أن أخبرها السيد فيليبس أنها لا تستطيع الذهاب إلى الكلية بعد زواجهما، تركته بريسيلا في المذبح يوم زفافهما. تقدم معلمة جديدة تدعى السيدة ستاسي أساليب غير تقليدية - ودراجة نارية - إلى افونليا. خطة غيلبرت لتسريع دراسته تجعل باش يشعر بالضياع. آن مغرمة بالمعلمة الجديدة لأنها تشعر أن الآنسة ستايسي هي روح عشيرة. يأتي الأولاد الذين قاموا بمضايقة كول إلى مبناه السري في الغابة ويدمرونه مع كل منحوتاته. يدرك كول أنه من المحتمل أن يكون بيلي، ويعود إلى المدرسة ويتشاجر معه. آن مستاءة للغاية وتستهلك الفخ الذي وضعه ماثيو للقبض على ثعلبها المحبوب. يُستدعى اجتماع مجلس المدينة لاتخاذ قرار بشأن مصير الآنسة ستايسي، لكن آن وصديقاتها يبدون حبهم وحاجتهم لها ، وتصوت المدينة للحفاظ على الآنسة ستايسي كمدرس لـ افونليا. تسمح العمة الكبرى جوزفين لكول بالبقاء معها في شارلوت تاون. في هذه الأثناء، يتزوج باش وماري.

### الموسم الثالث
مع اقتراب عيد ميلاد آن السادس عشر، تجد نفسها تتوق إلى معرفة المزيد عن نسلها، الأمر الذي يفاجئ ويقلق ماثيو وماريلا. ومع ذلك، وافقوا على السماح لها بالعودة إلى دار الأيتام لتعلم المزيد، طالما أنها مرافقة. ماري وباش لديهما طفلة، وتأتي ماريلا أكثر من ثلاث مرات في الأسبوع لمساعدتهما. تشعر ديانا بالضيق لأن والديها لن يسمحا لها بالدراسة في كوينز العام المقبل مع بقية أصدقائها. تكتب آن مقالًا عن قبيلة هندية محلية، وتصبح صديقة لإحدى الفتيات هناك. يعيدها بحث آن إلى دار الأيتام، لكن ليس لديهم سجلات لوالديها. يقترح كول عليهم العودة في الأسبوع التالي والذهاب إلى الكنيسة المحلية لمعرفة ما إذا كان لديهم أي معلومات عن والدي آن. في هذه الأثناء، يقوم إيليا بزيارة أفونليا، لكنه يشعر بالاستياء من أن مريم قد أنجبت مولودًا جديدًا، ويسكر. انتهى به الأمر فيما بعد بالمغادرة وسرقة بعض الأشياء الثمينة لغيلبرت. يلتقي غيلبرت بامرأة تدعى وينفرذ روز.
تم تشخيص ماري بأنها تعفن الدم ، ويمنحها الطبيب حوالي أسبوع إلى أسبوعين لتعيش. رداً على ذلك ، يفاجئ مجتمع افونليا ماري في عيد الفصح بحفل كبير في سكن باري. يسمح ماثيو لآن بمواصلة بحثها عن معلومات حول والديها، على الرغم من مخاوف ماريلا. أثناء إجراء بحثها، اكتشفت آن أنهم ماتوا عندما كانت طفلة ، وأنهم كانوا في الأصل من اسكتلندا. بعد وفاة ماري ، يحاول باش أن يسلم رسالتها إلى إيليا لكنهم انتهى بهم الأمر في معركة بالأيدي. كعكويت متحمسة للذهاب إلى مدرسة كندية للهنود، لكنها غير راضية عن النظام الإمبريالي للمدرسة بمجرد وجودها هناك. تتظاهر ديانا بإصابة في الكاحل لتقضي وقتًا بعيدًا عن والديها. يتدرب أطفال المدرسة على رقصة حظيرة معرض مقاطعة القادمة ، مما يجعل القلق الرومانسي في ذروته. ابتليت الفتيات بالمخاوف بشأن الزواج والأمومة. يكتب غيلبرت نعي ماري في جريدة المدرسة. جيري يمشي ديانا إلى المنزل من المدرسة، وتبدأ قصة حب محتملة.
تستضيف أفونليا معرض مقاطعة الجزيرة. يصبح جيري وديانا أقرب ، بينما تهاجم آن الغيورة غيلبرت عندما تراه مع وينيفريد روز. في هذه الأثناء، يلوث بيلي سمعة جوزي. لم يتم استلام مقال رأي آن تمامًا كما خططت له، وقام شيوخ البلدة بمنع آن من دخول الصحيفة، ووجهوهم إلى ما يمكنهم الكتابة عنه وما لا يمكنهم الكتابة عنه. احتجاجًا على ذلك ، نظمت آن احتجاجًا مع صديقاتها بدعوى أنه ينبغي أن يتمتعن بحرية التعبير. تتشاجر آن وديانا مع بعضهما البعض، ولم يعدا صديقين.
قام شيوخ البلدة بإحراق المدرسة سراً وأخذوا مطابعهم. تدرك السيدة ليندي أنهم فعلوا ذلك، وتهدد بإخبار الجميع ما لم تتم إضافة ثلاث نساء أخريات إلى مجلس المدينة. يجلس الطلاب في امتحانات دخول كوينز، بما في ذلك ديانا التي تشجعها العمة جوزفين على خوضها. تهرب كعكوت من مدرسة داخلية وتعود إلى قريتها. تأتي والدة باش إلى أفونليا للمساعدة في رعاية الطفل. أعطى السيد روز الإذن لغيلبرت بالزواج من ابنته، وأشار إلى أنه سيساعد في دفع تكاليف تعليمه الطبي في باريس. قبل المضي قدمًا في اقتراحه إلى وينفرد ، تحدث غيلبرت مع آن لمعرفة ما إذا كانت تريد أن تكون معه، لكن آن غير متأكدة مما يجب فعله، ورفضته. تتصالح ديانا وآن ويصبحا أصدقاء مرة أخرى. عادت السلطات إلى القرية الهندية وقامت بإخراج كعكويت بالقوة وإعادتها إلى المدرسة. رحلة ماثيو وآن مع والدي كعكويت لإعادة كعكويت . تدون آن مشاعرها تجاه غيلبرت في ملاحظة، لكن الملاحظة في غير محلها ولا يقرأها غيلبرت أبدًا. بدلاً من ذلك ، يسافر إلى شارلوت تاون ليقترح على وينيفريد. يتجادل باش ووالدته حول خلافاتهما. مع عدم تمكن والديها من الوصول، تظل قعكوت وحدها في مدرستها.
يجتاز معظم الطلاب اختبارهم للقبول في كلية كوينز. يتم قبول ديانا أيضًا، لكن الأمر يستغرق بعض الوقت قبل أن يسمح لها والديها بالحضور. ينتهي غيلبرت بإخبار وينفرد أنه لا يستطيع أن يطلب منها الزواج منه، لأنه في حالة حب مع شخص آخر. في هذه الأثناء، تمزق آن ملاحظة دون قراءتها حيث يصرح غيلبرت بحبه لها. تكتشف ماريلا وماثيو معلومات عن والدي آن المتوفين. يعود إيليا بعد إصلاحه، ويسمح له باش وأمه في النهاية بالبقاء. تعرف آن وغيلبرت في النهاية على مشاعر بعضهما البعض ، وتقاسمتا قبلة ووعدا بالبقاء على اتصال أثناء وجودها في كوينز كوليدج وهو في جامعة تورنتو. في رسالتها الأولى إلى غيلبرت، ذكرت آن بسعادة أن شعرها الأحمر موروث من والدتها الراحلة بيرثا.

## روابط خارجية
- آن على موقع IMDb (الإنجليزية)
- آن على موقع ميتاكريتيك (الإنجليزية)
- آن على موقع روتن توميتوز (الإنجليزية)
- آن على موقع نتفليكس (الإنجليزية)
- آن على موقع فيلمافينيتي (الإسبانية)
- آن على موقع كينوبويسك (الروسية)
- آن على موقع ألو سيني (الفرنسية)
- آن على موقع قاعدة بيانات الفيلم (الإنجليزية)